# Суконная фабрика Дюпюи
Суконная фабрика Дюпюи — предприятие, основанное в XIX веке в селе Кудринка (ныне город Пушкино Московской области, улица Текстильщиков, 10).

## История
Суконная фабрика была построена на расстоянии двух верст от Ярославского шоссе, примерной датой постройки называют 1830 год. В 1840-х годах фабрика принадлежала тайному советнику Небольсину, на ней изготавливали бумажную пряжу. В этот период на фабрике работало 800 рабочих. В 1850-х годах владелицей фабрики была А. И. Баранова, занимавшаяся бумагопрядильным производством. На фабрике работало около 200 человек. В 1862 году владельцем фабрики стал потомственный почётный гражданин Иван Трифонович Прохоров. Он развернул суконное производство. В 1872 году фабрика сгорела. В 1873 году фабрику арендовал г. Ауэ на 10 лет, но оставил дела в 1880 году. 1 мая того же года фабрика стала собственностью сыновей Ивана Трифоновича Прохорова — В. и С. Прохоровых. В конце 1880 года фабрика была продана Товариществу, в состав которого вошли коммерции советник Максим Ефимович Попов, купец Густав Константинович Дюпюи, почетный гражданин Николай Александрович Алексеев. 26 ноября 1880 года был утвержден устав товарищества.

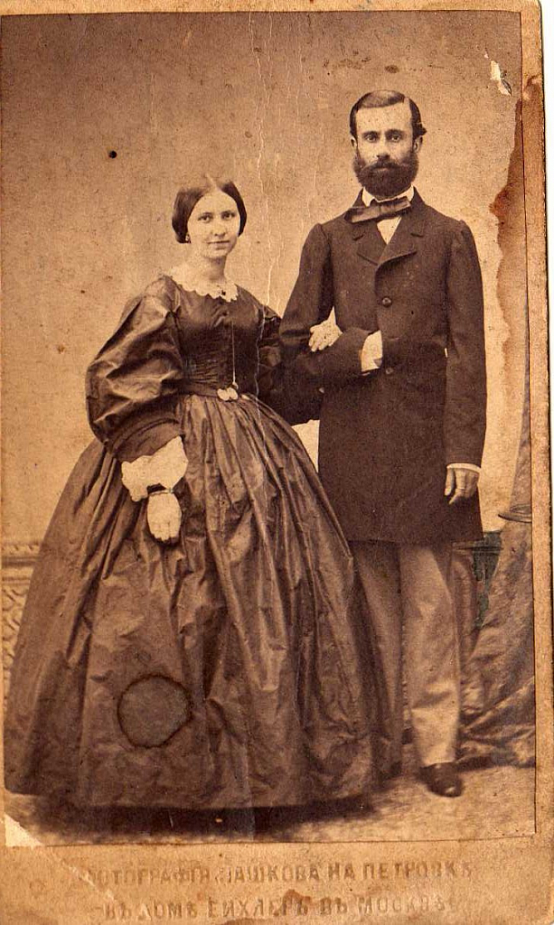
Густав Дюпюи с супругой Аделаидой

Фабрика занимала территорию на правом берегу реки Учи. Под территорию фабрики был выделен участок 10 га, половину этого участка занимал фабричный корпус с пристройками, другую половину — жилые строения для рабочих. Главный фабричный корпус состоял из трех зданий и небольших пристроек. В здании размещались приготовительные, прядильные, отделочные и ткацкие мастерские. В одном из соседних зданий работала слесарня, ручная ткацкая мастерская, в другом корпусе был пресс, столярная и ткацкая мастерская. На территории фабрики работали сукновальня и шерстомойка. Шерстомойная, сукновальная и промывная мастерские были небольших размеров, без достаточной освещенности и вентиляции помещения. Пол был мокрый и грязный, стены сырые. Красильня разделялась на красильную и кубовую, кубовая также предназначалась для отдыха красильщиков. Вечером красильня освещалась лампой, кубовая — фонарем.

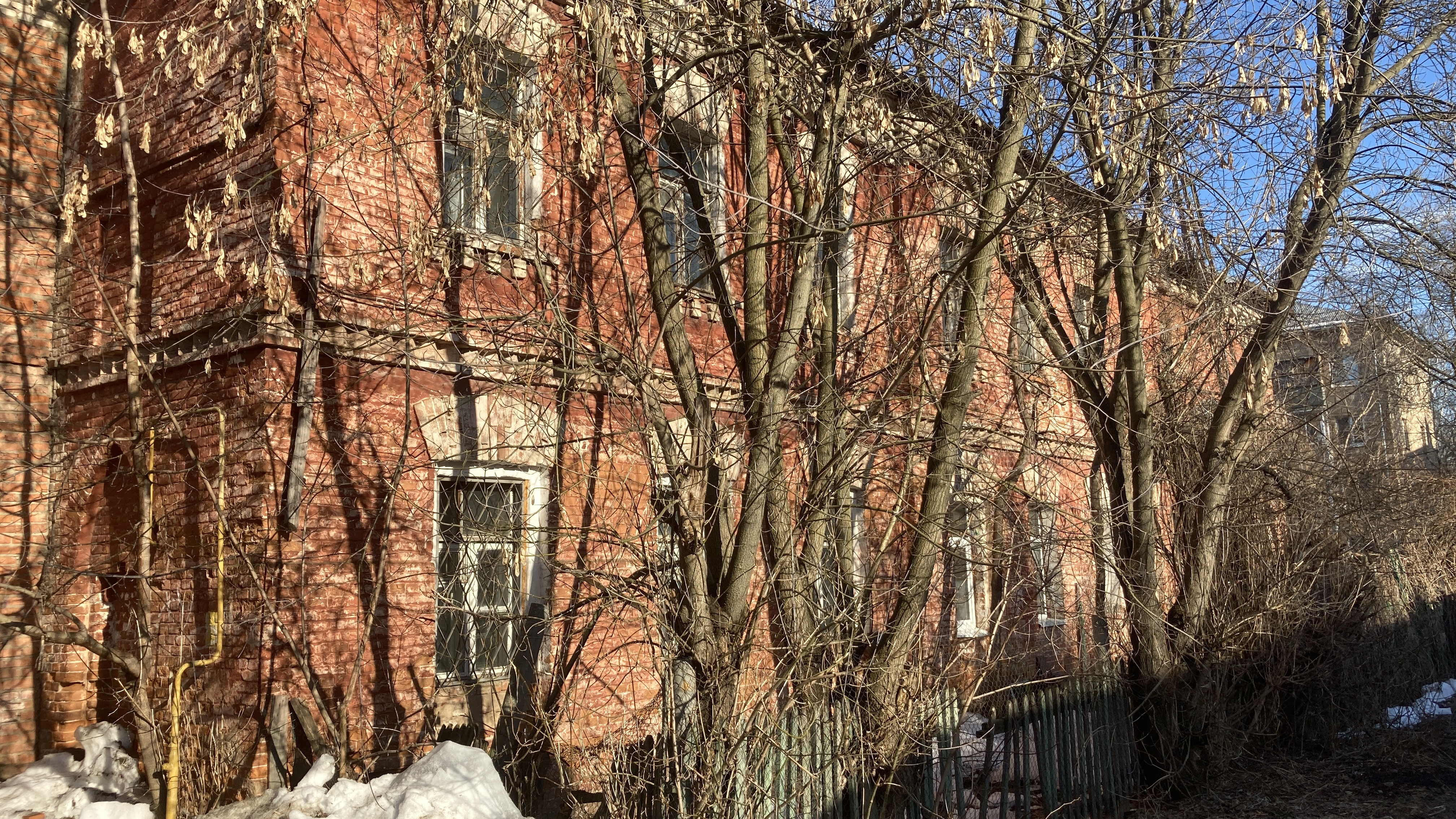
Суконная фабрика Дюпюи

Главное здание фабрики разделялось капитальной стеной, образуя две половины разного размера. На каждой из этих половин работала мастерская. На первом этаже от мастерских были отгорожены сушильня для шерсти и самосушильня для товара. Дневное освещение было неплохим везде, помимо помещения нагонной, в которой не было достаточного количества окон, и ручных ткацких мастерских, в которых большие ткацкие станки загораживали окна. Для искусственного освещения использовались керосиновые лампы, но этого было недостаточно. На части территории фабрики было паровое отопление, не отапливалась сортировочная мастерская на третьем этаже. Для искусственной вентиляции в стригальной и сушильнях применялись механические вентиляторы, которые приводились в движение паром.
Со временем фабрика стала называться «Суконной фабрикой Дюпюи» в честь управляющего Густава Константиновича Дюпюи. При нём стало производиться сукно более высокого качества. Паровая машина приводила в работу прядильные и ткацкие станки трансмиссионным валом. Работа фабрики требовала большого количества воды — и уровень воды в реке Уче был поднят плотиной на три метра. В дно реки были забиты сваи, для защиты реки от ледохода. Эти сваи сохранились до нашего времени. При помощи паровой машины вода подавалась в водонапорную башню, котельную и по цехам. После этого отработанная вода поступала в отстойные ямы, а затем опять оказывалась в Уче.

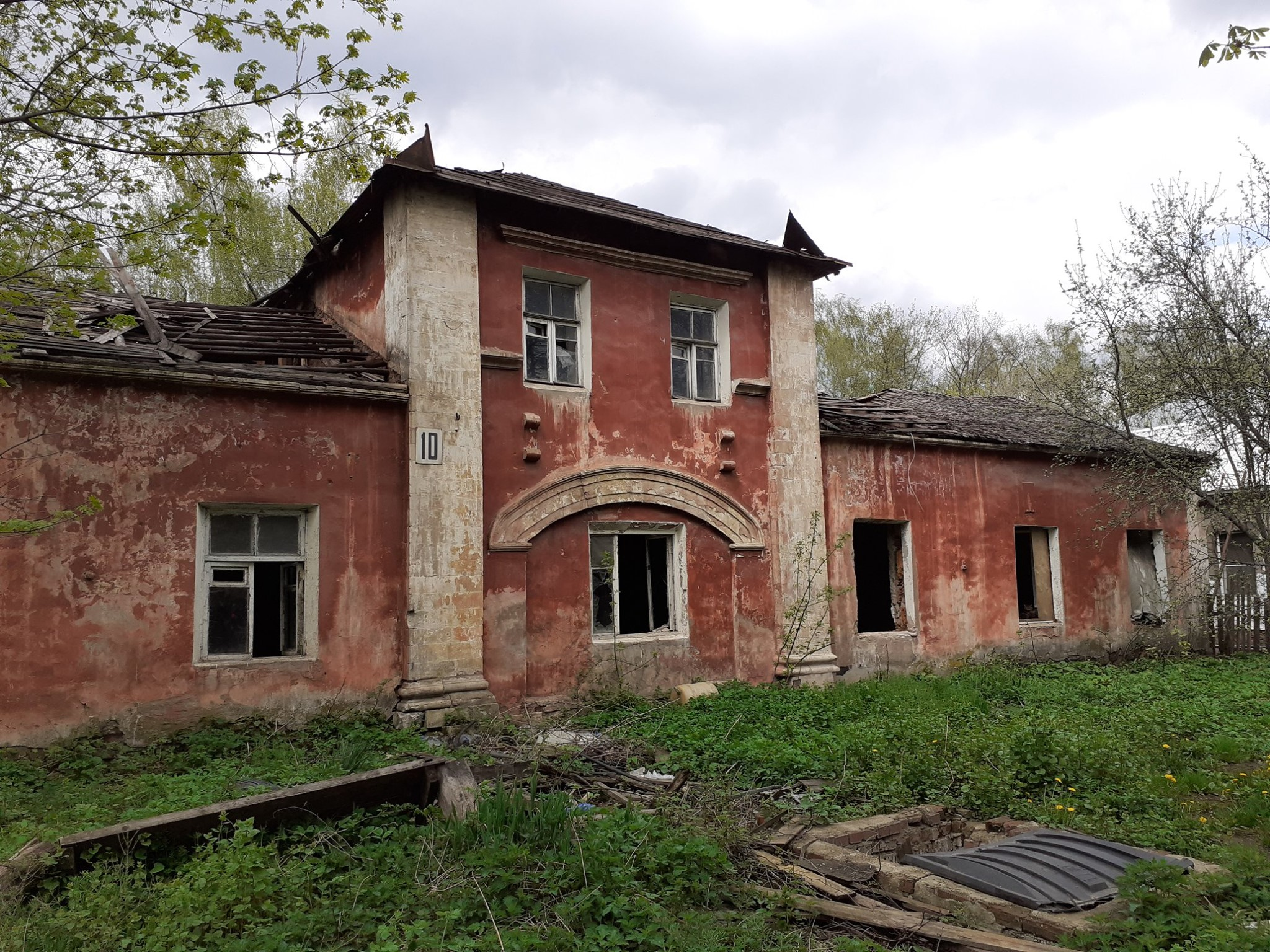
Конюшни

В 1880 году на территории предприятия были построены конюшни, мини-больница с аптекой, спальни для рабочих. Часть строений сохранилась до нашего времени. Дома были двухэтажные, барачного типа, с общим коридором и комнатами по 8-10 кв. метров. В комнате было 1 окно, часто помещение служило для проживания 5-6 человек. Если в комнате жило 2 семьи, она разделялась занавеской. В комнате не было кроватей, люди спали на полу на матрасах.
Зарплата мужчин на фабрике в месяц составляла 12-15 рублей, за труд женщин платили 6-7 рублей, дети получали 5-6 рублей. За нарушения работников штрафовали, размер штрафа составлял от 1 до 3 рублей. Проступком считались опоздания, появление на рабочем месте в пьяном виде, курение, драки, карточные игры.
Текстильщики на фабриках работали в достаточно тяжелых условиях. Если днем они использовали естественное освещение, то вечером — газовые горелки. Вентиляция осуществлялась через форточки на окнах. Рабочая смена длилась 11-12 часов. Летом на фабрике работало около 500 человек, летом 700, использовался детский труд. Наименьшее количество рабочих наблюдалось летом после Петрова дня — около 350 человек — так как в это время начинались полевые работы. 10 % от общего количества рабочих фабрики были постоянно заняты на производстве, остальные часто меняли одну суконную фабрику на другую. 25 % от общего количества рабочих составляли дети и подростки.
В зимнюю пору фабрика работала круглосуточно, летом работали только некоторые её отделения. Работники работали в две смены, каждая смена длилась 12 часов.
Рабочим позволялось посещать баню раз в неделю на территории фабрики. Многие рабочие, из-за тяжелых условий труда, часто болели: были ОРЗ, желудочные болезни, ревматизм, воспаление легких, лихорадка. В больнице были две палаты. Беременные женщины были заняты на работе до родов, грудных детей кормили во время завтрака и обеда.
Правительство на расширение фабрики и ведение её дел ассигновало 40 тысяч рублей, но позже передало её на основе посессионного права 1803 года в распоряжение князя Юсупова. Он становился собственником не только фабрики, но и фабричных рабочих. В отношении рабочих устанавливались правила, которые регламентировали условия труда и заработную плату. Юсупов не мог отправлять фабричных рабочих на другие работы или продавать их.
Наибольший расцвет фабрики относят к концу XIX века. В этот период были построены дома для рабочих, аптека, церковь, контора, богадельня и другие помещения, часть которых сохранилась до нашего времени. Также Дюпюи построил две конюшни на 22 стойла каждая, которые размещались там, где сейчас расположен Кудринский стадион. Супругу Дюпюи звали Аделаида. В 1895 году Густав Дюпюи умер.
По состоянию на 1908 год, фабрика носила название «Товарищество суконной мануфактуры при селе Пушкино, Мытищинской волости» и заведовал её делами Василий Кузьмич Дроздов. Работало на мануфактуре 250 мужчин и 100 женщин. В 1913 году делами фабрики руководил Николай Сергеевич Масленников. На территории фабрики проходили репетиции театра-студии на Поварской, её основателем был К. С. Станиславский.
Продукция фабрики была награждена золотой медалью Нижегородской ярмарки, серебряной медалью Парижской выставки и двумя серебряными медалями правительства Российской империи.
В 1918 году предприятие национализировали и объединили с красильней Арманда. Производство вначале получило название «Пушкино-Кудринской суконной фабрикой № 9», затем «Пушкинской тонкосуконной фабрикой». Сооружения фабрики, которые сохранились до наших дней, находятся в ветхом состоянии.